# Kościół Podwyższenia Świętego Krzyża w Moszczenicy
Kościół Podwyższenia Świętego Krzyża – rzymskokatolicki kościół parafialny należący do parafii pod tym samym wezwaniem (dekanat wolborski archidiecezji łódzkiej).
Jest to świątynia wzniesiona w 1769 roku i ufundowana przez referendarza koronnego i marszałka izby poselskiej Stanisława Małachowskiego, dziedzica Moszczenicy. W latach 1900–1908 została gruntownie odbudowana dzięki staraniom tutejszego proboszcza księdza Józefa Jędrychowskiego. Została przybudowana za głównym ołtarzem murowana zakrystia, natomiast z dawniejszej została urządzona kaplica św. Antoniego. W 1916 roku dzięki staraniom proboszcza księdza W. Matuszewskiego została dobudowana kruchta. Budowla jest orientowana, reprezentuje styl późnobarokowy, salowa, posiadająca półkoliste prezbiterium. Ołtarz główny powstał w 1914 roku. Przy nawie znajdują się prostokątne kaplice: od strony północnej św. Antoniego, od południa Najświętszej Maryi Panny. Wokół prezbiterium jest umieszczona półkolista przybudówka z zakrystią pośrodku. Przy nawie od strony zachodniej znajduje się kruchta. Ściany wewnątrz i zewnątrz są opilastrowane. Świątynię nakrywają dachy dwuspadowe. W 1973 roku rozpoczęto rozbudowę kościoła według projektu architektów: Jana Drobiny i Daniela Zaręby. Rozbudowana świątynia została poświęcona w dniu 27 września 1975 roku przez biskupa Józefa Rozwadowskiego. W 2005 roku zostały sprowadzone relikwie błogosławionego ks. Wincentego Matuszewskiego – proboszcza moszczenickiego w latach 1909–1918 (beatyfikowany spośród 108 męczenników z II wojny światowej w dniu 13 czerwca 1999 roku przez Jana Pawła II).
Do zabytków sztuki będących własnością parafii należą: ołtarz znajdujący się w kaplicy Najświętszego Serca Jezusowego, namalowany na przełomie XVII i XVIII wieku, tabernakulum w stylu późnobarokowym, chrzcielnica drewniana w stylu rokokowym, pochodząca z połowy XVIII wieku, kropielnica gotycka powstała w XV wieku, obraz Matki Bożej z Dzieciątkiem w typie Matki Bożej Piekarskiej namalowany około połowy XVI wieku, krucyfiks w stylu późnobarokowym.